# Aibetsu
Aibetsu (愛別町, Aibetsu-chō) és una vila i municipi de la subprefectura de Kamikawa, a Hokkaido, Japó i pertanyent al districte de Kamikawa, Ishikari. Es tracta d'una vila de caràcter principalment agràri, com la majoria de la subprefectura, tot i que es troba a prop d'Asahikawa, capital subprefectural i segona ciutat més gran de Hokkaido.

## Geografia
El municipi d'Aibetsu es troba al bell mig de la subprefectura de Kamikawa, al centre de Hokkaido. El terme municipal d'Aibetsu limita amb els de Tōma i Kamikawa al sud; amb Shibetsu al nord i a l'est i amb Pippu a l'oest.

## Història
- 1895: 179 persones procedents de les prefectures de Wakayama, Gifu i Aichi. Al mateix temps, s'inaugura al lloc una oficina del govern.[3]
- 1906: Es crea el poble d'Aibetsu sota el nou sistema de municipis.
- 1961: Aibetsu esdevé vila.

## Política i govern

### Alcaldes
En aquesta taula només es reflecteixen els alcaldes democràtics, és a dir, des de l'any 1947.
| Alcalde           | Inici del mandat | Fi del mandat | Partit | Partit |
| Moritarō Morihata | 1947             | 1955          |        | Ind    |
| Hōsaku Zenbutsu   | 1955             | 1967          |        | Ind    |
| Matsuo Nakayama   | 1967             | 1969          |        | Ind    |
| Tokio Okumura     | 1969             | 1985          |        | Ind    |
| Satoshi Kume      | 1985             | 1997          |        | Ind    |
| Shōichi Ebuchi    | 1997             | 2005          |        | Ind    |
| Nobuyuki Yano     | 2005             | 2009          |        | Ind    |
| Fukujirō Yabe     | 2009             | 2013          |        | Ind    |
| Hideyuki Maeda    | 2013             |               |        | Ind    |

## Demografia
| 1920  | 1930  | 1940  | 1950  | 1960  | 1970  | 1980  |
| ----- | ----- | ----- | ----- | ----- | ----- | ----- |
| 5.913 | 7.588 | 8.494 | 9.337 | 9.704 | 7.443 | 5.815 |
| 1990  | 2000  | 2010  | 2020  | 2030  | 2040  | 2050  |
| 4.735 | 4.065 | 3.333 | 2.689 | -     | -     | -     |

## Transport

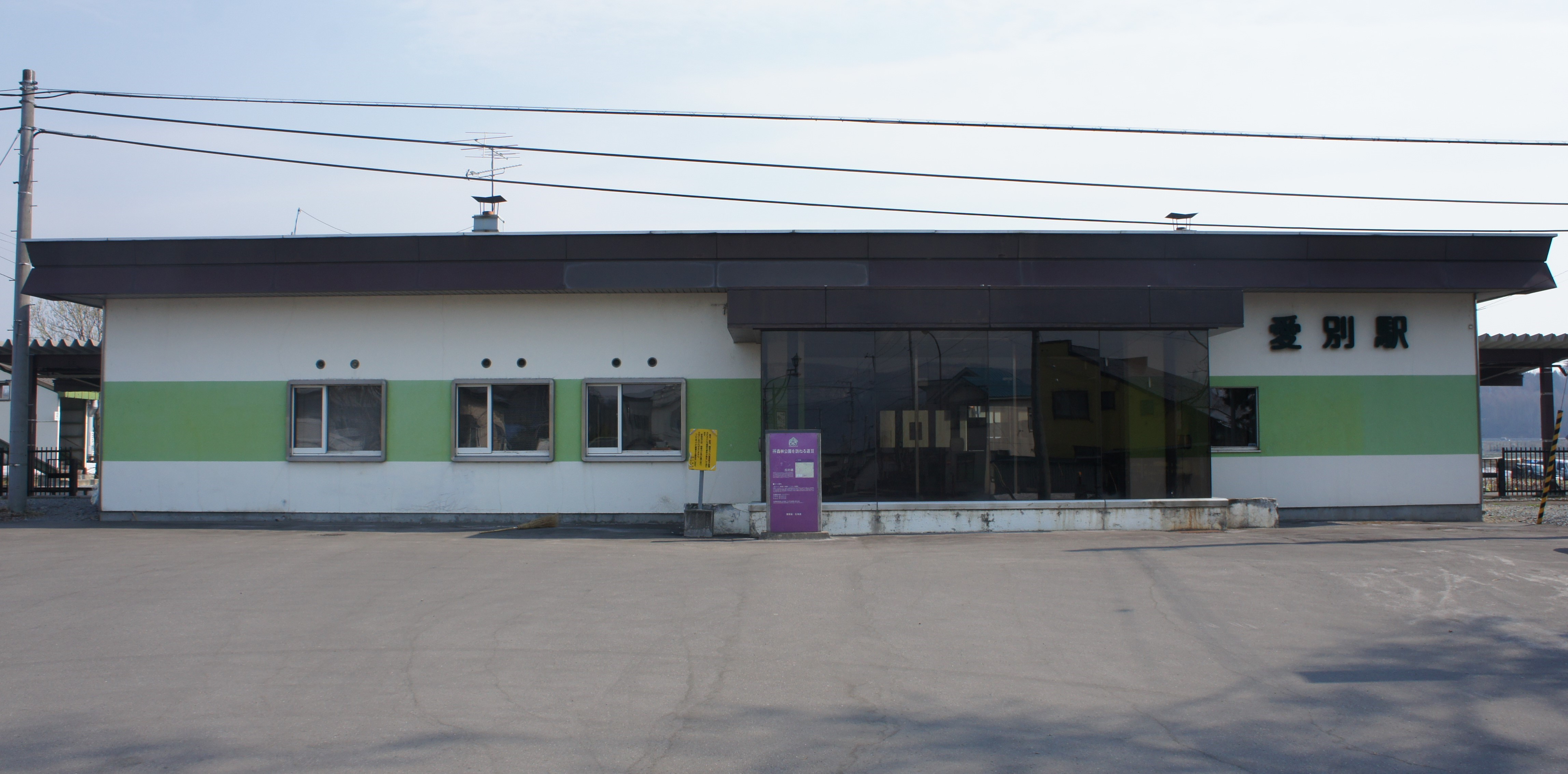
Estació d'Aibetsu

### Ferrocarril
- Companyia de Ferrocarrils de Hokkaido (JR Hokkaido)
  - Aibetsu - Naka-Aibetsu - Aizan - Antaroma

### Carretera
- Autopista d'Asahikawa-Monbetsu
- Nacional 39
- Prefectural 101 - Prefectural 140 - Prefectural 223 - Prefectural 296 - Prefectural 640 - Prefectural 1169

## Agermanaments
- Aitō, prefectura de Shiga, Japó.